# Avondgeluiden

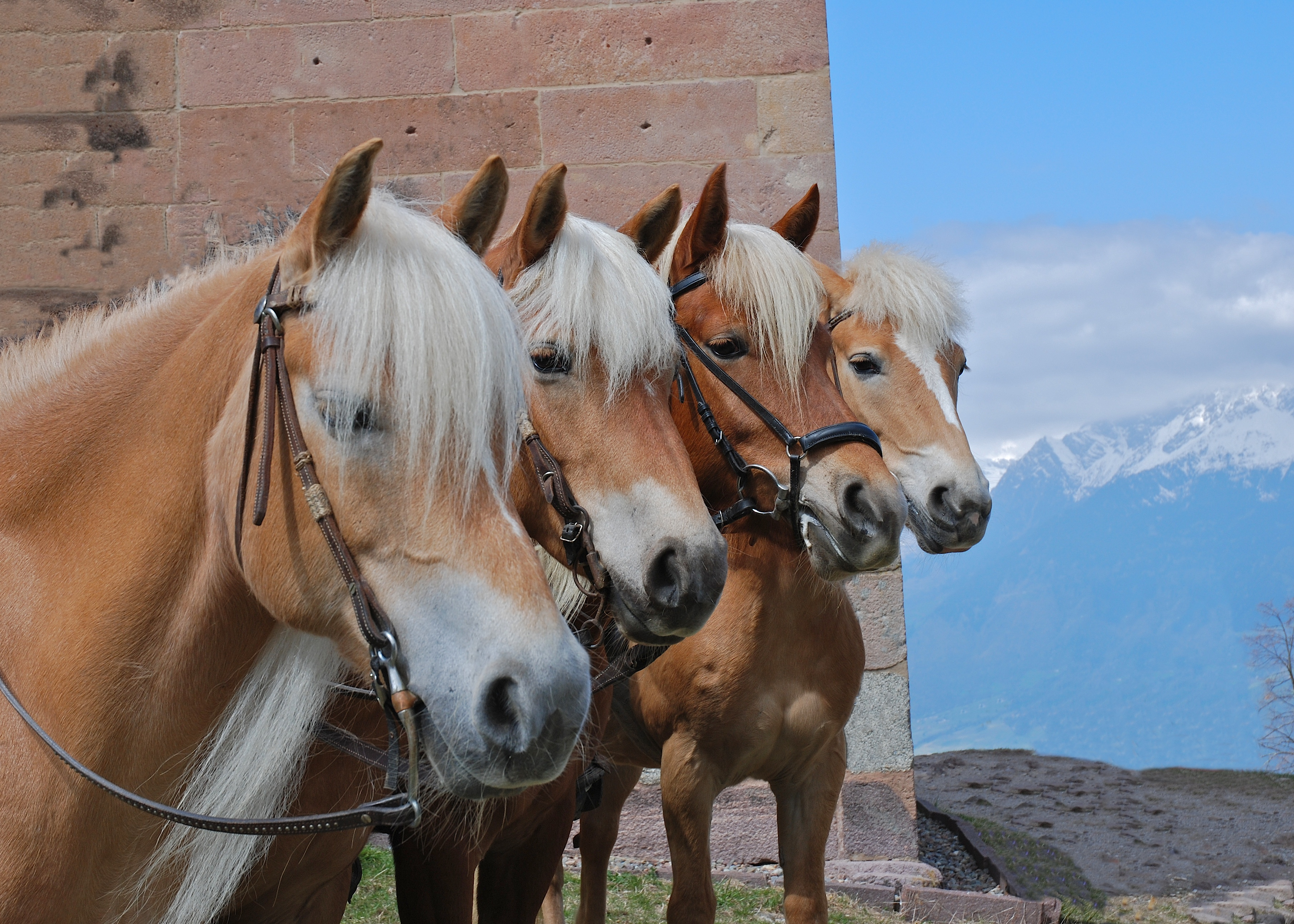
's avonds hoort gij aan de verre steenwegen
paardehoeven

Avondgeluiden is een expressionistisch gedicht van de Antwerpse dichter en schrijver Paul van Ostaijen (1896-1928). Het is een evocatief, klankrijk en muzikaal gedicht over een soort droomervaring. De bijna filmische beelden en geluiden lijken associatief op te doemen vanuit een halfbewust beleven, dat intuïtief, zonder veel rationele bewerking wordt weergegeven. Er wordt wel een verband gelegd met het door André Breton gepropageerde automatisch schrijven, dat rechtstreeks voortkomt uit het onderbewustzijn.

Van Ostayen was een groot vernieuwer, een modernist en avant-gardist. Door haar experimentele karakter was Van Ostaijens poëzie diens tijd ver vooruit. Het gedicht doet nog steeds modern aan. Avondgeluiden  verscheen in de bundel Nagelaten Gedichten (1928), die postuum uitgebracht werd. 

## Tekst
.
Avondgeluiden
.
Er moeten witte hoeven achter de zoom staan
van de blauwe velden langs de maan
's avonds hoort gij aan de verre steenwegen
paardehoeven
dan hoort gij alles stille waan
van verre maanfonteinen zijpelt plots water
– gij hoort plots het zijpelen
van avondlik water –
de paarden drinken haastig
en hinniken
dan hoort men weer hun draven stalwaarts
.

## Bron
- Paul van Ostaijen, Verzamelde gedichten. Tekstverzorging en verantwoording Gerrit Borgers. Amsterdam: Prometheus/Bert Bakker,  11e druk 1996.